# Lucille La Verne
Lucille La Verne, född 7 november 1872, död 4 mars 1945, var en amerikansk skådespelare känd för sina framträdanden i tidiga ljudfilmer, liksom för sina insatser på den amerikanska teaterscenen. Hon är främst ihågkommen som den gamla häxans röst i en Silly Symphonies–kortfilm.